# Dan Auerbach
Daniel Quine Auerbach (Akron (Ohio), 14 mei 1979) is een Amerikaans zanger en muzikant. Hij bespeelt de gitaar, de basgitaar en het keyboard.
De eerste band waar Dan Auerbach in speelde, heette The Barnburners. In 2001 vormde hij met drummer/producent Patrick Carney de bluesrockgroep The Black Keys. Hun debuutalbum werd een jaar later uitgebracht.
In 2009 heeft Auerbach de cd Keep it Hid uitgebracht met The Fast Five. Met enkele hiphop- en urbanpopartiesten nam hij in dat jaar ook het album Blakroc op.
In 2017 bracht Auerbach een soloplaat uit: Waiting on a Song. Hierop staan onder andere de singles "Shine on Me" en "King of a One Horse Town".

## Discografie
Solo
- Keep It Hid (2009)
- Waiting on a Song (2017)
- Shine on Me (2017)
- King of a One Horse Town (2017)

The Black Keys
- The Big Come Up (2002)
- Thickfreakness (2003)
- The Moan (2004)
- Rubber Factory (2004)
- Chulahoma (2006)
- Magic Potion (2006)
- Attack & Release (2008)
- Brothers (2010)
- El Camino (2011)
- Turn Blue (2014)
- "Let's Rock" (2019)
- Ohio Players (2024)

The Arcs
- Yours, Dreamily (2015)
- The Arcs vs. The Inventors (2015)

Blakroc
- Blakroc (2009)

- Bibliothèque nationale de France: cb16210341z (data)
- Gemeinsame Normdatei: 13767368X
- International Standard Name Identifier: 0000 0001 1449 8063
- Library of Congress Control Number: no2009050138
- MusicBrainz: fa4f4b89-3ddc-4e97-88fa-0e30121f986a
- Nationale Bibliotheek van Tsjechië: xx0216368
- Virtual International Authority File: 81834719
- WorldCat: E39PBJf47WKvGRpq47TcyHRMyd